# Marron (林田健司のアルバム)
『Marron』（マロン）は、林田健司の通算8枚目のオリジナル・アルバム。1996年5月22日にVictor Entertainmentより発売された。

## 概要
メジャー・デビューから5年在籍したBMGビクターからビクターエンタテインメントへの移籍後初アルバム。
「フ〜リフリ!」、「キャンプ ファイヤー」の2曲は歌詞が省略されている。

## 音楽性
これまで発売されたどのアルバムよりも林田自身による作詞と編曲を手掛ける数が多くなっている。
SMAPへの提供曲でも携わってきた作詞家・森浩美の提供作品が1作に留まっている。

## 収録曲
全作曲／（特記以外）作詞・編曲：林田健司
1. フ〜リフリ!
2. Taxi Driver
編曲：笹川修宏
3. Physical
編曲：CHOKKAKU
後に8thシングル「Physical#2」としてシングルカットされた。
4. ダラダラしようよ
作詞：テンツクどれみ　編曲：添田啓二
Horn Section Arrange：John Wheeler・John Allmark
7thシングル
5. GET BACK GOLD 〜かがやきを取り戻せ〜
作詞：森浩美
6. パステル カーテン
作詞：戸沢暢美　編曲：添田啓二
7. ドラキュラがゆく 〜Chigaw Version〜　
編曲：林田健司・添田啓二
Horn Section Arrange：John Wheeler・John Allmark
7枚目のシングルのアルバムバージョン。
8. 感じて…
作詞：森浩美　編曲：添田啓二
9. カレはだれだ?
編曲：CHOKKAKU
10. キャンプ ファイヤー
11. 大きな月の光の下で
12. 今、強く抱いて
編曲：CHOKKAKU